# UN Peacemaker
UN Peacemaker est un projet en ligne créé par les Nations unies et destiné à soutenir les efforts internationaux des professionnels en matière de consolidation de la paix.
Il fournit des outils pour les médiateurs internationaux, tel que des informations sur les accords de paix et les mandats de renforcement de la paix. De plus, UN Peacemaker est aussi une bibliothèque de données légales contenant le cadre légal servant de guide aux efforts de consolidation de la paix menés par les Nations unies. Par ailleurs, le site offre un accès facile et rapide aux connaissances et expériences en matière de consolidation de la paix dans le sens où il s’est doté d’un kit de promoteur de la paix, de leçons tirées du passé, de résumés de cas, de guides opérationnels, de commentaires et de dissertations sur les accords de paix et la gestion du processus de paix.
Les leçons tirées des activités de consolidation de la paix proviennent de la considérable expérience des Nations unies en matière de lutte pour la promotion de la paix. Les conseils et commentaires ont été fournis grâce au concours du personnel des Nations unies et des agents de promotion de la paix eux-mêmes.
Lancé officiellement le 3 octobre 2006, le site participe à l’effort déployé par le département des affaires politiques des Nations unies (DPA), en apportant conseils et assistance au secrétaire général de l’ONU et ses représentants dans leur effort de résolution des disputes internationales et des conflits internes.